# Jürgen Straub
Jürgen Straub, född den 3 november 1953 i Weitersroda, Tyskland, är en östtysk friidrottare inom medeldistanslöpning.
Han tog OS-silver på 1 500 meter vid friidrottstävlingarna 1980 i Moskva. 